# 阴姓
阴姓，是中文的漢字姓氏之一。

## 起源
1. 阴姓根据《元和姓纂》的记载，源於姬姓。始祖管仲为周穆王的后代，第七代孙管修在齐国被卿大夫田氏驱逐，逃到了楚国，被封为阴邑大夫，人称阴大夫或阴修。阴邑大致范围为现老河口和谷城范围，因位于荆山之北而得名。遂後人以官名（封地）为姓而姓了阴。后来，其望族居于南阳。这支阴氏在河南是有名的望族。
2. 另一个说法，古尧帝之后有一诸侯阴国。古代，山河之南称阳，北称阴，此地或许在河山之北。尧帝之后封于阴，用地名为国家命名，统治此国的大夫之后以邑为姓，为阴氏。
3. 春秋時期，在晉國南方的西戎部落稱陰戎

## 分布

### 中國
阴姓望族居于河南南阳至南北朝於甘肃武威显赫一时，后来阴氏后人奉管修为阴姓始祖。

### 朝鮮
陰。2000年韓國國勢調查中發現該姓氏有5,936人。

#### 本姓起源
陰氏源自始平郡。在司馬遷的史記、後漢書、陳壽的三國志中皆有記載。

#### 朝鮮半島的陰姓起源
朝鮮的陰姓記載是從254年的三國史記、高麗史等開始有紀錄。
254年－271年，陰友是高句麗第12代王，中川王時的國相。
271年－294年，陰尙婁是高句麗王，西川王時的國相。

## 延伸阅读
[在维基数据编辑]
 《百家姓》
 《欽定古今圖書集成·明倫彙編·氏族典·陰姓部》，出自陈梦雷《古今圖書集成》